# انگج
اَنْگَجْ یکی از کوی‌های مرکزی شهر تبریز است که در شمال خاوری کوی گجیل است. بیشتر مردم این کوی را با نام «انگش» می‌شناسند که از نظر لغوی به معنای گودالی کم‌عمق برای انتقال آب از مکانی به مکان دیگر است.

## نامگذاری
نام کوی انگج از لغت «انگشت» پهلوی باستانی و تحریف شده از آن است. نادر میرزا در این باره می‌نویسد:
«... این کلمه تحریف انگشت پهلوی است اگر سرایی یک ماسوره بهره (آب) دارد یک ثاقبه (سوراخ) کاوند یا دو سوراخ که باشد و هر چه بیشتر بود و ثقبه‌ها بیش و بیشتر باشد و آب از آن ثقبه‌ها (سوراخ‌ها) آن سو ریزد که اندازه ماسوره باشد که تخته‌ای از چوب، سوراخ نمایند به اندازه (بنصری) (انگشت کوچک) که در آن نفبه (سوراخ) به صعوبت رود و برای سرکوچه جایی باشد که انگج نامند و این کلمه تحریف انگشت پهلوی است.»
در «تاریخ تبریز تا پایان قرن نهم هجری» نوشته شده:
«یکی از محله‌های راسته کوچه، برزن انگج نام دارد و آن را در رسائل و نامه‌ها چنین نویسند ولی در کتب قدیم از جمله روضات الجنان، جنات الجنان حافظ حسین کربلایی، انگشت و سر انگشت یعنی سر و محل انگشت مانند سر ویجویه، سرچشمه، سر خیابان و تاء در آخر آن الحاقی و از نوع تاء خورشت (خورش است).»
در روضات الجنان آمده‌است:
معنای (انگش = انگج) در زبان مردم تبریز گودال و چاله کم عمقی که در مصب یا ریزش آب برای تقسیم و گرداندن آب از ممرّی (گذرگاهی) به ممرّ دیگر حفر می‌کند.
چون برای اولین بار آن تخته آلات سوراخ شده که برای تعیین نوبت آب هر خانه از راه جریان آب از سوراخ‌ها که به اندازه بند انگشت بودند در این کوی ایجاد شده و به کار می‌رفت از این روی نام این کوی را انگج و میدان آن را انگج میدانی نامیدند. نام محدوده کوی و برزن انگج از دیرباز در کتاب‌های تاریخی مطرح بوده‌است، میدان انگج و مسجد آیت‌الله سیدابوالحسن آقا انگجی که در کنار آن قرار دارند دارای حوادث جالبی از دوران مشروطه هستند.

## آثار تاریخی
مسجد انگجی از آثار تاریخی این کوی است.

## اهالی سرشناس
- مصطفی عدل